# JET
 Denne artikel omhandler en kæde af tankstationer. For forskningsanlægget til forskning i fusion, se Joint European Torus.
JET er et varemærke for tankstationer, som blev grundlagt i år 1953 i Yorkshire, England. Navnet er hentet fra den lokale geografiske kode på nummerpladerne. Siden foråret 1961 ejes JET af det amerikanske olieselskab ConocoPhillips, og har stationer i Storbritannien, Tyskland og Østrig. Frem til foråret 2014 havde JET også stationer i Danmark og Sverige.

## Historie
JET, som blev grundlagt i 1953 i Yorkshire, profiterede sig tidligt som en lavpriskæde. I foråret 1961 blev JET købt af det amerikanske Conoco, som også købte Sopi i Vesttyskland og Østrig. Dette køb omfattede knap 500 tankstationer. Senere i 1960'erne købte Conoco flere olieselskaber såsom det norditalienske Marathon, et antal tankstationer i Irland samt SECA i Belgien og Luxembourg. I 1970'erne købtes den tyske benzinkæde Klaus Salm, hvilket blev det sidste køb i 1970'erne på grund af oliekrisen i 1973. I stedet fokuserede selskabet på at vokse organisk. I 1980'erne begyndte Conoco igen at opkøbe olieselskaber på markeder, som de anså som vækstområder, som f.eks. det britiske Tenneco og det svenske ARA i 1981. I 1990'erne ekspanderede JET i stedet gennem organisk tilvækst, og opførte automatstationer i Finland, Norge, Spanien og Østeuropa. I starten af 2000'erne fusionerede Conoco med konkurrenten Phillips til det nye ConocoPhillips. Året inden fusionen frasolgtes stationerne i Italien til Shell og de irske stationer til Statoil. Også de britiske stationer blev frasolgt. I løbet af år 2004 købte ConocoPhillips en lille andel af det russiske olieselskab Lukoil, hvilket førte til at JET-stationerne i Belgien, Polen, Tjekkiet og Slovakiet blev omdøbt til Lukoil mens de finske stationer omdøbtes til Teboil. I løbet af 2009 blev de nordiske stationer solgt til Statoil og St1. I år 2014 fandtes JET stadigvæk som varemærke i Storbritannien, Tyskland og Østrig.
Pr. oktober 2008 bestod JET af 727 stationer i Tyskland, 423 i Storbritannien, 203 i Schweiz og 142 i Østrig.[kilde mangler]

## JET i Norden
Kæden JET blev etableret i Sverige i 1978, i Danmark i 1985 og i Norge i 1992. 
Den 19. september 2007 meddelte ConocoPhillips, at de planlagde at sælge deres 274 ubemandede tankstationer i Norden, heraf 163 i Sverige, 39 i Norge og 72 i Danmark til det norske Statoil. Den 21. september 2008 meddelte Europa-Kommissionen at man godkendte handlen på betingelse af at StatoilHydro solgte samtlige JET-stationer i Norge og 40 af de i alt 163 svenske stationer. Handlen omfattede til sidst at StatoilHydro overtog 123 stationer i Sverige og samtlige 72 stationer i Danmark. De 80 af stationerne i Sverige samt alle stationerne i Norge solgtes til det finske St1.
Efter Statoils køb af JET-stationerne benyttede man i Skandinavien varemærket JET på licens. Fra og med den 7. april 2014 med start i Malmö og København blev de danske og svenske stationer omdøbt til Ingo.